# Eramos viridissima
Eramos viridissima är en fjärilsart som beskrevs av Sergius G. Kiriakoff 1958. Eramos viridissima ingår i släktet Eramos och familjen tandspinnare. Inga underarter finns listade i Catalogue of Life.